# Thefakesoundofprogress
Albums de Lostprophets
Premier album Start Something
(2004)
Singles
1. Shinobi vs. Dragon Ninja
2. The Fake Sound of Progress

Thefakesoundofprogress est le premier album du groupe de nu metal gallois Lostprophets, sorti en 2001. Thefakesoundofprogress a été un succès critique et commercial et est devenu l’album de la révélation. Il a atteint la 186e place au Billboard 200. Deux singles ont été extraits de l’album : Shinobi vs Dragon Ninja et The Fake Sound of Progress, ces singles ont aidé Lostprophets à atteindre une grande popularité. En 2001, l’album a été certifié disque d’or par la BPI au Royaume-Uni et a été certifié platine en 2010.

## Chansons
| No  | Titre                       | Durée |
| --- | --------------------------- | ----- |
| 1.  | Obscure Intro               | 0:25  |
| 2.  | Shinobi vs. Dragon Ninja    | 2:47  |
| 3.  | The Fake Sound of Progress  | 6:19  |
| 4.  | Interlude                   | 0:47  |
| 5.  | Five Is a Four Letter Word  | 4:26  |
| 6.  | ...And She Told Me to Leave | 5:05  |
| 7.  | Interlude                   | 0:59  |
| 8.  | Kobrakai                    | 5:34  |
| 9.  | The Handsome Life of Swing  | 2:40  |
| 10. | Interlude                   | 1:13  |
| 11. | A Thousand Apologies        | 4:05  |
| 12. | Still Laughing              | 4:13  |
| 13. | Interlude                   | 1:35  |
| 14. | For Sure                    | 4:20  |
| 15. | Awkward                     | 4:25  |
| 16. | Ode to Summer               | 3:20  |

## Singles
- 2001 – Shinobi vs. Dragon Ninja
- 2002 – The Fake Sound of Progress